# Mohsova stupnice tvrdosti
Mohsova stupnice tvrdosti slouží v mineralogii k určení tvrdosti nerostů a má 10 stupňů. Založena je na předpokladu, že tvrdší minerál zanechá v měkčím vryp. Stupnice byla vytvořena německým mineralogem Friedrichem Mohsem a slouží k určení tvrdosti látek. Stupnice má praktické využití: diamant, který má nejvyšší tvrdost, je používán k výrobě vrtných korunek nebo speciálních nožů pro obrábění kovů. Minerály s vysokou tvrdostí se využívají jako průmyslová brusiva (diamant, korund, granáty). Měkké minerály jsou využívány k výrobě maziv (grafit, jílové minerály).

## Základní vlastnosti
Tvrdost je odpor minerálu proti vniknutí cizího tělesa, která závisí na pevnosti vazby mezi částicemi v krystalové struktuře nerostu. Čím je vzdálenost mezi částicemi větší, tím je tvrdost menší a čím je vzdálenost menší, tím je tvrdost větší. Záleží však i na uspořádání krystalické mřížky. Proto je tvrdost vektorová fyzikální vlastnost. Platí pro ni několik základních obecných podmínek:
- tvrdost roste s klesající vzdáleností jednotlivých částic ve struktuře;
- roste s větší pravidelností krystalové mřížky;
- roste s mocenstvím iontů respektive s násobností vazby;
- roste s podílem iontové vazby ve smíšených vazbách;
- krystalové agregáty (drúzy) jsou obvykle měkčí než samostatný krystal.

### Tabulka tvrdosti nerostů
Tvrdost neoznačujeme jednotkami, ale stupni (jedná se přibližně o logaritmickou stupnici). Rozdíly tvrdosti mezi jednotlivými stupni jsou různé. Největší rozdíl je mezi 9. a 10. stupněm.
| Tvrdost | Minerál                   | Chemický vzorec    | Absolutní tvrdost | Obrázek | Poznámka            |
| ------- | ------------------------- | ------------------ | ----------------- | ------- | ------------------- |
| 1       | mastek                    | Mg3Si4O10(OH)2     | 1                 |         | můžeme rýpat nehtem |
| 2       | sůl kamenná nebo sádrovec | CaSO4·2H2O         | 3                 |         | můžeme rýpat nehtem |
| 3       | kalcit – vápenec          | CaCO3              | 9                 |         | můžeme rýpat nožem  |
| 4       | fluorit (kazivec)         | CaF2               | 21                |         | můžeme rýpat nožem  |
| 5       | apatit                    | Ca5(PO4)3(OH,Cl,F) | 48                |         | můžeme rýpat nožem  |
| 6       | ortoklas (živec)          | KAlSi3O8           | 72                |         | rýpe do skla        |
| 7       | křemen                    | SiO2               | 100               |         | rýpe do skla        |
| 8       | topaz                     | Al2SiO4(F,OH)2     | 200               |         | rýpe do skla        |
| 9       | korund                    | Al2O3              | 400               |         | rýpe do skla        |
| 10      | diamant                   | C                  | 1600              |         | rýpe do skla        |

Pro běžné použití v praxi je dobré se orientovat v základní tvrdosti předmětů v běžném dosahu. Například nehet má tvrdost 1,5–2, mince 3,4–4, kapesní nůž přibližně 5, a pokud minerál zanechává rýhu ve skle, má tvrdost vyšší než 5. Ocelový pilník má tvrdost 7 (nerosty s vyšší tvrdostí než 7 jsou v přírodě vzácné) a keramický nůž 8,2.